# 宋氏堆
慈僊孝哲皇后（越南语：／；1626年—1666年），名宋氏堆（越南语：／），越南鄭阮紛爭時期阮主阮福瀕的繼室。
宋氏堆是清化宋山人，其父是少傅郡公宋福康，母親范氏。初封為姬，逐漸受寵，後來晉封為次妃，生下二子：阮英宗阮福溙及綱郡公阮福溱。某年春三月二十一日去世。景興五年四月十二日（1744年5月23日），武王阮福濶追贈為慈僊惠聖靜妃（越南语：／），後追加貞順二字，為慈僊惠聖貞順靜妃（越南语：／）。
嘉隆五年六月初八日（1806年7月23日），阮福映追尊宋靜妃為慈僊惠聖貞順靜仁孝哲皇后（越南语：／），葬於光興陵，並安其神主於太祖廟左二室。

## 冊文
嘉隆五年（1806年），皇后冊文：
敍倫庸禮，報本尊親，子孫之達，孝也。欽惟慈僊惠聖貞順宋靜妃殿下，寳婺凝輝，純坤合德。閨儀嫻習，宗事恪襄。上配乾元，篤生震嗣。繼承衍綿長之統；慶澤開昌大之基。肆今仰藉餘靈，恢拓提封。臻茲大業，載稽盛典，禮舉竝尊。謹奉金冊，上尊號曰慈僊惠聖貞順靜仁孝哲皇后。伏惟洋爽如臨，焄蒿降格。光膺寶號，默相瑤圖。